# Música callada
Música callada (littéralement : musique qui se tait) est un cycle de 28 miniatures pour piano du compositeur catalan Federico Mompou, composé en l'espace de seize ans, de 1951 à 1967 et publié en quatre cahiers, de 1959 à 1976. Ce titre est puisé dans un poème de Saint-Jean de la Croix, Le Cantique spirituel, traduit du Canto espiritual entre el alma y Cristo su Esposo. L'œuvre est considérée comme le chef-d'œuvre du musicien qui lui-même pensait qu'elle contenait « l'essentiel de sa conception esthétique ». C'est aussi le plus ambitieux de ses ouvrages pour piano seul.

## Genèse et présentation
Après une vingtaine d'années passées en France, Mompou rentre en Catalogne en 1941. Il y reprend la vie culturelle riche et diverse de Barcelone et côtoie poètes, écrivains, musiciens et artistes.
En 1951, Mompou met en musique le Cantar del Alma (« Chant de l’Âme ») de Saint-Jean de la Croix, mystique espagnol du XVIe siècle, mais c'est dans un autre poème du Cantique spirituel (quatorzième et quinzième cantiques), que Mompou trouve l'inspiration pour sa nouvelle composition : 
| « La noche sosegada En par de los levantes de la aurora, la música callada. La soledad sonora la cena que recrea y enamora. » |  |  | La nuit apaisée par l'éveil de l'aurore, la musique qui s'est tue, la solitude sonore, la cène qui réjouit et énamoure. |

## Analyse
Dans sa préface le compositeur explique le titre :

« Il est assez difficile de traduire et d'exprimer le vrai sens de « Música callada » dans une langue autre que l'espagnole. Le grand poète mystique, San Juan de la Cruz, chante, dans ses belles poésies : « la música callada, la soledad sonora », cherchant à exprimer ainsi l'idée d'une musique qui serait la voix même du silence. La musique gardant pour soi sa voix « callada », c'est-à-dire « qui se tait » pendant que la solitude se fait musique. »

À l'occasion de son discours de réception à l’Académie des Beaux-Arts de Sant Jordi, le 17 mai 1952, jour de la création des neuf pièces du premier cahier, il précise : 

« Elle est muette parce que son audition est intérieure. Retenue et pudeur. Son émotion est secrète et elle ne prend forme sonore qu'au travers de ses résonances dans la froideur de notre solitude. »

Adolf Pla relie cette émotion au texte du poète et à la genèse de l'œuvre : 

« Ce poème fait allusion au plaisir que nous pouvons éprouver quand notre esprit est transformé par l’écoute de notre propre musique interne, celle qui ne sonne pas à l’extérieur de l’être, mais uniquement dans notre for intérieur. Mompou s’identifiait fortement avec le poème dans lequel il voyait des correspondances avec les sentiments qu’il tentait d’exprimer dans ses propres œuvres. »

Le caractère ascétique tant de la forme que du langage, invite moins à l'écoute au concert qu'entre les murs calmes et intimes du salon, dans la solitude évoquée dans le poème. Dans un entretien, il déclare « Debussy composait pour deux personnes, pas trois. Je compose seulement pour une. Je ne veux pas composer pour la grande salle de concert ou pour la virtuosité. » Pour définir le langage de Música Callada, Mompou disait qu'elle était « un faible battement de cœur. On ne lui demande pas d’aller plus loin que quelques millimètres dans l’espace, mais elle a pour mission de pénétrer les profondeurs de notre âme et les coins les plus secrets de notre esprit. » Mompou a « cherché la plus grande épuration et simplification des moyens musicaux. » L'influence spirituelle du mystique ainsi que le caractère intimiste, dépouillé, sont résumés par Wilfrid Mellers : « Un journal spirituel de sa vie intérieure pendant ses dernières années ». Il s'agit donc plutôt d'« un état de conscience » que d'un discours qui raconte une histoire.
Le contenu du recueil, aux sonorités lumineuses et nostalgiques, est calme et tranquille, serein et quasiment toujours dans une lenteur propice à l'intime. C'est ainsi que Guy Sacre en caractérise l'esthétique : « Ici règne le plus souvent, attisée par l'exiguïté de l'espace et l'avare concision du langage, avivée par un usage accru des dissonances plus âpres, une tristesse infinie, qui confine à la désolation, sinon au désespoir. C'est à croire qu'à ce point d'ascèse et de macération, le silence étouffe de plus de larmes encore que la parole... » La « musique est complètement mise à nu. »
Mompou pensait que la partition contenait « l'essentiel de sa conception esthétique ». Et cette esthétique « aspire à laisser chanter la voix de l'âme pure, de l'âme seule, de l'âme elle-même en elle-même », écrit Jankélévitch.
L'œuvre entière est considérée comme le chef-d'œuvre du compositeur. Arcadi Volodos évoque à son sujet « le sommet de son œuvre, son opus 111 »,.

## Contenu
Chaque cahier dure environ 14 à 15 minutes sauf le dernier, 18 minutes ; soit une durée totale d'environ une heure. Chaque pièce a une durée moyenne de deux minutes, mais la plus courte des pièces ne dépasse pas les quarante secondes et la plus longue se développe sur quatre minutes et demi ; sur la partition, une page ou deux, rarement trois.

### Premier cahier (1959)
Le premier cahier, qui contient les pièces une à 9, a été composé dès 1951 et publié en 1959. La durée du recueil est d'environ 22 minutes. Ce cahier a été créé par le compositeur, le 17 mai 1952, à l'Académie royale catalane des beaux-arts de Saint-Georges.
- I. Angelico.  = 50 (la mineur
« Cette musique des anges, c'est la première musique de Musica callada, la musique de la première Solitude sonore qui plane rêveusement entre la terre et le ciel...[10]. »
- II. Lent.  = 60
- III. Placide.  = 92 (si-bémol majeur)
- IV. Afflitto e penoso.  = 72
- V.  = 54 [Legato metallico]
« La cloche lointaine qui […] égrène ses notes obsédantes semble provenir d'un autre monde[11] »
- VI. Lento.  = 66 (mi mineur)
- VII. Lento.  = 50 (fa mineur)
- VIII. Semplice.  = 104
« Cette musique des anges […] c'est aussi la musique de la huitième Solitude qui, portée par le bronze des cloches, flotte et vibre et lentement se soulève des profondeurs vers la hauteur...[10]. »
- IX. Lento.  = 48 (mi majeur)

### Second cahier (1962)
Le second cahier, qui contient les pièces 10 à 16, a été composé et publié en 1962. La durée totale est d'environ 14 minutes.
- X. Lento - cantabile
- XI. Allegretto (si-bémol majeur)
- XII. Lento
- XIII. Tranquillo - Très calme (mi-bémol majeur)
- XIV. Severo - sérieux (ut mineur)
- XV. Lento - plaintif
- XVI. Calme.  = 66

### Troisième cahier (1965)
Le troisième cahier, qui contient les pièces 17 à 21, a été composé en publié en 1965. La durée totale est d'environ 17 minutes. Ce cahier est créé à Barcelone, le 5 octobre 1965, par le pianiste Andor Földes.
- XVII. Lento.  = 48 (mi mineur)
- XVIII. Luminoso.  = 126 (sol mineur)
- XIX. Tranquillo.  = 66 (si-bémol mineur)
- XX. Calme.  = 56 (ré mineur)
- XXI. Lento.  = 92 (mi mineur)

### Quatrième cahier (1967)
Le quatrième cahier, qui contient les pièces 22 à 28, a été composé en 1967 et publié en 1976. La durée totale est d'environ 21 minutes. Ce cahier est créé le 26 août 1972, par Alicia de Larrocha.
- XXII. Molto lento e tranquillo (ré mineur)
- XXIII. Calme, avec clarté (si majeur)
- XXIV. Moderato
- XXV.  = 100 [Lento Molto]
- XXVI. Lento.  = 46
- XXVII. Lento molto
- XXVIII. Lento.  = 58

## Discographie

### Intégrales
- Mompou plays Mompou : Intégrale de l'œuvre pour piano - Federico Mompou, piano (1974, 5CD Ensayo ENY CD 3462 / 4456992 ; rééd. Brilliant Classics 6515) (BNF 38559750)
- Intégrale de l'œuvre pour piano - Josep Colom, piano (1991 et 1992, 4CD Mandala MAN 4809/12)[12] (OCLC 32519447)
- Música callada - Herbert Henck, piano (1993, ECM Records 445 699-2)[13] (OCLC 473438240)
- Musique pour piano - Martin Jones, piano (juillet 1995-mai 2001, 4CD Nimbus NI 5724/27) (OCLC 56325150)
- Música callada (Musique pour piano vol. 4) - Jordi Masó (9-10 février 2000, Naxos) (OCLC 50256168)
- Música callada (Œuvres pour piano vol. 4) - Remei Cortes Ayats, piano (décembre 2000, Pavane Records ADW7458) (OCLC 53465706)
- Música callada - Marcel Worms, piano (2002, Zefirrecords ZEF 9609) (OCLC 812785093)
- Música callada - Javier Perianes, piano (juin 2006, Harmonia Mundi HMG507070)[14],[15] (OCLC 743109616)
- Música callada - Haskell Small, piano (juillet, novembre et décembre 2007, MSR Classics) (OCLC 316330946)
- Música callada - Jenny Lin, piano (5-6 février 2009 et 28 janvier 2011, Steinway & Sons 30004)[16] (OCLC 711062398)
- Música callada - Steffen Schleiermacher, piano (31 juillet 2012, MDG 613 1792-2) (OCLC 865115091)
- Música callada - Albert Attenelle, piano (2012, 2CD Columna Música 1CM0317) (OCLC 864330571)
- Música callada - Jean-François Heisser, piano (21-24 mai 2013, livre-disque Actes Sud Musicales ASM 13) (OCLC 909776629) Photographies de Chema Madoz.
- Intégrale de l'œuvre pour piano - Adolf Pla, piano (2013, 4CD La mà de guido) (OCLC 829706151)
- Música callada - Alice Ader, piano (2017, Paraty).
- Música callada - Stephen Hough, piano (2023, Hyperion).

### Sélections
- Música callada (cahier IV) ; Cançons i dansas - Alicia de Larrocha (juillet 1983, Decca 410 287-1 / 2CD 433 929-2) (OCLC 762664877 et 319907624)
- Música callada [4 numéros : 1, 10, 25, 28] - François Couturier, piano (mai 2009, Zig-Zag Territoires ZZT100803) (OCLC 755936146)
- Volodos joue Mompou [11 numéros : 1, 2, 6, 11, 15, 16, 21, 22, 24, 25, 28 ; et 13 autres pièces] - Arcadi Volodos (2011, SACD Sony) (OCLC 892963298) — Gramophone Award, catégorie « Instrumental », 2014.
- Traversées - Guillaume de Chassy, piano (2013, Bee Jazz) (OCLC 909288760)

## Édition
La partition a été publiée par les Éditions Salabert, EAS 16171, EAS 16684, MC 276, EAS 17142 (en cahiers séparés) et dans l’Œuvre pour piano (2015) (ISMN 979-0-048-06062-3), (OCLC 922641966), (BNF 44464844).

### Monographies
- Roger Prével (avant-propos de Vladimir Jankélévitch), La musique et Federico Mompou, Genève, Editions Ariana, 1976, 155 p. (OCLC 923037342)
- Vladimir Jankélévitch, La Présence lointaine : Albeniz, Séverac, Mompou, Paris, Seuil, 1983, 158 p. (ISBN 2-02-006451-0, OCLC 878007974), p. 145–159.
- (en) Wilfrid Mellers, Le Jardin retrouvé : the music of Frederic Mompou, 1893-1987, Londres, Travis & Emery, 2007 (1re éd. 1987), 139 p. (ISBN 1904331254, OCLC 301820802)
- (es) Clara Janés, La vida callada de Federico Mompou, Madrid, Vaso Roto Ediciones, coll. « Fisuras » (no 8), 2012 (1re éd. 1972), 388 p. (ISBN 8415168454, OCLC 941020549)
- (es) Adolf Pla, Frederic Mompou, el eterno recomenzar, Barcelone, La Mà de Guido, 2012, 232 p. (ISBN 8489757518, OCLC 864114506)

### Thèses
- Clara Sardin (thèse de maîtrise, sous la direction de Manfred Kelkel), L'œuvre pour piano de Frédéric Mompou, Paris, Université de Paris-Sorbonne/Musicologie, 1985, 167 p. (OCLC 803778405, SUDOC 148475353)
- (en) Jennifer Lee Hammill (Thèse de doctorat, sous la direction de Béla Síki), The development of compositional style in the piano music of Federico Mompou, Paris, University of Washington, 1991, 147 p. (lire en ligne)
- (en) Eric MacDonald Daub (thèse de doctorat), The Musica callada of Federico Mompou, The University of Texas at Austin, 1997, 195 p. (lire en ligne)

### Ouvrages généraux
- François-René Tranchefort (dir.), Guide de la musique de piano et de clavecin, Paris, Fayard, coll. « Les Indispensables de la musique », 1987, 867 p. (ISBN 978-2-213-01639-9, OCLC 17967083), p. 530—532.
- Guy Sacre, La musique pour piano : dictionnaire des compositeurs et des œuvres, vol. II (J-Z), Paris, Robert Laffont, coll. « Bouquins », 1998, 2998 p. (ISBN 978-2-221-08566-0), p. 1957–1962.